# Xyris formosana
Xyris formosana är en gräsväxtart som beskrevs av Bunzo Hayata. Xyris formosana ingår i släktet Xyris och familjen Xyridaceae. Inga underarter finns listade i Catalogue of Life.